# Ванг Куанхунг
Ванг Куанхунг (кин: 王冠閎, транслитеризовано Wang Kuan-hung; 23. јануар 2002) тајвански је пливач чија специјалност су трке делфин стилом на 200 метара.

## Спортска каријера
Ванг је са такмичењима на међународној сцени започео доста рано, као шеснаестогодишњак, прво учествујући на Азијским играма у Џакарти 2018. (седмо место на 200 делфин), а потом два месеца касније и на Олимпијским играма младих у Буенос Ајресу где је у својој примарној дисциплини на 200 делфин заузео 4. место. Исте године, на светском купу у Сингапуру освојио је и прву медаљу у каријери, сребро на 200 делфин, а годину је окончао учешћем на светском првенству у малим базенима у Хангџоу.
Као седамнаестогодишњак је дебитовао на светском првенству у корејском Квангџуу 2019. где је наступио у две дисвциплине. У трци на 200 делфин заузео је 19. место у квалификацијама, док је као члан штафете на 4×200 слободно заузео 22. место. Месец дана касније, на светском јуниорском првенству у Будимпешти, испливао је нови национални рекорд у трци на 200 делфин у времену од 1:56,48 заузевши четврто место у финалу.